# Джоел Грей
Джоел Грей (англ. Joel Grey, уроджений Джоел Девід Кац англ. Joel David Katz; нар. 11 квітня 1932, Клівленд, Огайо, США) — американський актор.

## Біографія
Народився у єврейській родині. Батько Джоела був актором, режисером і кларнетистом, його дочка — акторка Дженніфер Ґрей.
Джоел здобув визнання в ролі диктора в бродвейському мюзиклі «Кабаре», за яку отримав премію Тоні. Він також виграв премію Американської кіноакадемії за найкращу чоловічу роль другого плану для тієї ж ролі його кіноверсії (1972).
У віці 82-х років під час інтерв'ю журналу «People» визнав свою бісексуальність і той факт, що про цю обставину в його особистому житті знали близькі, а також і те, що самому Грею потрібен був певний час як для прийняття цього факту, так і ще більше часу для того, щоб наважитися про це заявити.

## Особисте життя
У 1958 році Грей одружився з Джо Вайлдер; вони розлучилися в 1982 році. У них було двоє дітей: акторка Дженніфер Грей (зірка фільму "Брудні танці ") та шеф-кухар Джеймс Грей.
У січні 2015 року Грей обговорив свою сексуальність в інтерв'ю журналу People, заявивши: «Я не люблю ярлики, але якщо вже на це навішувати, то я гей».
Грей пише про свою родину, акторську кар'єру та труднощі, пов'язані з гомосексуальністю, у своїх мемуарах 2016 року «Мейстер церемоній».

## Фільмографія
- 1961 : Приходь у вересні / (Come September) — Біґл
- Кабаре
- 1991: Даллас / Dallas — Адам